# Goede tijden, slechte tijden (seizoen 24)
Het vierentwintigste seizoen van Goede tijden, slechte tijden startte op 2 september 2013. Het seizoen werd elke werkdag uitgezonden op RTL 4. In juni 2019 werd het volledige seizoen uitgebracht op dvd.

## Rolverdeling

### Aanvang
Het vierentwintigste seizoen telde 220 afleveringen (aflevering 4746–4965)
| Acteur               | Personage       | Afleveringen |
| -------------------- | --------------- | ------------ |
| Jette van der Meij   | Laura Selmhorst | Hele seizoen |
| Bartho Braat         | Jef Alberts     | Hele seizoen |
| Caroline De Bruijn   | Janine Elschot  | Hele seizoen |
| Erik de Vogel        | Ludo Sanders    | Hele seizoen |
| Inge Schrama         | Sjors Langeveld | Hele seizoen |
| Everon Jackson Hooi  | Bing Mauricius  | Hele seizoen |
| Marly van der Velden | Nina Sanders    | Hele seizoen |
| Ruud Feltkamp        | Noud Alberts    | Hele seizoen |
| Gigi Ravelli         | Lorena Gonzalez | Hele seizoen |
| Ferri Somogyi        | Rik de Jong     | 4746–4859    |
| Marjolein Keuning    | Maxime Sanders  | Hele seizoen |
| Ferry Doedens        | Lucas Sanders   | Hele seizoen |
| Joep Sertons         | Anton Bouwhuis  | Hele seizoen |
| Cynthia Abma         | Bianca Bouwhuis | 4746–4775    |
| Guido Spek           | Sjoerd Bouwhuis | Hele seizoen |
| Robin Martens        | Rikki de Jong   | Hele seizoen |
| Toprak Yalçiner      | Nuran Baydar    | 4746–4963    |
| Dilan Yurdakul       | Aysen Baydar    | Hele seizoen |
| Beau Schneider       | Tim Loderus     | Hele seizoen |
| Pip Pellens          | Wiet van Houten | Hele seizoen |

### Nieuwe rollen
De rollen die in de loop van het seizoen werden geïntroduceerd als belangrijke personages
| Acteur      | Personage       | Afleveringen |
| ----------- | --------------- | ------------ |
| Oscar Aerts | Vincent Muller  | 4787–4965    |
| Elvira Out  | Bianca Bouwhuis | 4816–4965    |